# Janez Fabijan
Janez Evangelist Fabijan, slovenski teolog, filozof, univ. profesor * 9. november 1889, Zgornja Besnica pri Kranju, † 13. junij 1967, Ljubljana.

## Življenje in delo
Po končani gimnaziji v Ljubljani je v letih 1911–1917 študiral filozofijo in teologijo na Gregorijanski univerzi v Rimu in 1917 doktoriral  v Innsbrucku ter bil 1916 posvečen v duhovnika. Od 1917–1919 je služboval kot podvodja, potem do 1922 kot študijski prefekt v ljubljanskem semenišču. Leta 1920 je postal honorarni predavatelj za spekulativno dogmatiko na TEOF v Ljubljani, 1921 docent in 1937 redni profesor istega predmeta, katerega je predaval do 1964.
Veliko je deloval med študentsko mladino in bil med svetovnima vojnama duhovni vodja katoliškega akademskega društva Zarja. Bil je urednik revije Čas ter v njej in Bogoslovnem vestniku (BV) objavljal tudi svoje razprave: Znanstvene osnove katoliški dogmi (Čas, 1921); Verske skrivnosti (Čas, 1922); Relativna izvestnost in verski dvom (BV, 1921); O umskem dokazovanju dogme o izvirnem grehu (BV,1923); Dogma in problem o možnosti zveličanja vseh ljudi (BV, 1924); Marija kot srednica vseh milosti (BV, 1925).
Na tako imenovanem Šolar-Fabijanovem procesu, ki se je začel konec leta 1952 in končal na Silvestrovo, je bil pred Okrožnim sodiščem v Ljubljani skupaj z njim obtožen Jakob Šolar. Za tiste čase značilna obtožnica je Šolarju očitala »izdajalsko delo med vojno«, po vojni pa »povezovanje z emigrantskimi agenti«, zlasti z disidentskim novinarjem Francem Jezo, ki je prav tako preživel Dachau in je leta 1948 iz Ljubljane pobegnil v Trst. Proces so spremljali orwellovsko intonirani članki v Slovenskem poročevalcu - »Izdajalec Jakob Šolar končno razkrit,« SP 7. 9. 1952; »Kaj je z izdajalcem Šolarjem?« SP 30. 9. 1952; »Kombinacije zagrizenega sovražnika,« SP 23. 11. 1952; »Izdajalec Jakob Šolar pred sodiščem,« SP 30. 12. 1952; »Obsodba Jakoba Šolarja in ostalih obtožencev,« SP 31. 12. 1952 - ter javnost prepričevali, da je Šolar v svoje delo vpeljal tudi Fabijana, ki pa je na koncu vse skupaj celo »priznal in se zahvalil Upravi državne varnosti, da mu je pomagala pri prekinitvi stikov s temi agenti.« Šolar je bil »obsojen« na 10 let strogega zapora, Fabijan pa na 6 let; kasneje so jima kazen zmanjšali za polovico.